# Roger-Louis Maleyre
Roger-Louis Maleyre war ein französischer Hersteller von Automobilen und Karosserien.

## Unternehmensgeschichte
Roger-Louis Maleyre gründete 1924 das Unternehmen in Bordeaux und begann mit der Produktion von Automobilen. Der Markenname lautete Elgé. 1925 endete die Produktion. Insgesamt entstanden etwa 30 Fahrzeuge. Außerdem fertigte das Unternehmen Karosserien.

## Fahrzeuge
Das einzige Modell war ein Sportwagen. Die aerodynamische Coupé-Karosserie war auffallend niedrig gebaut. Für den Antrieb sorgte ein Einbaumotor von CIME.